# Меркурий-Редстоун-1
Меркурий-Редстоун-1 (МР-1) (беспилотный) стартовал 21 ноября 1960 года с Базы ВВС США с мыса Канаверал со стартовой площадки LC-5, Флорида. Меркурий-Редстоун-1 был первым стартом РН Редстоун MRLV-3 в рамках программы Меркурий и первой попыткой запустить космический корабль. Предполагалось, что это будет суборбитальным полет. Однако запуск потерпел неудачу, и стал известен как «четырехдюймовый полет» (10 см). NSSDC ID — Mercury Redstone 1.
Масса 1230 кг, это — вес космического корабля после отделения от РН , включая все относящиеся к космическому кораблю предметы, без башни системы аварийного спасения (САС), которая отстреливается перед разделением космического корабля и РН и без адаптера, который остается с ракетой-носителем. Космический корабль Меркурий № 2 был не полностью укомплектован штатным оборудованием.

## Предыстория
Цель полета МР-1 состояла в том, чтобы протестировать космический корабль Меркурий и РН Редстоун в суборбитальной миссии. Этот полет также протестировал бы автоматику космического корабля и систем приземления, а также запуск, слежение и операции по поисково-спасательным действиям на земле. Полет также проверил бы автоматическую систему аварийного спасения (САС), которая будет работать в режиме «разомкнутого контура». Это означало, что (САС) должна сообщить о ситуации, требующей аварийное прекращения полета, но не прекращать сам полет. Так как в капсуле не было астронавта, это не было проблемой безопасности, а пилот бы оценил ситуацию — прекращать или нет сам полет.
Миссия использовала космический корабль Меркурий № 2 и РН Редстоун-1. NASA использовал приставку «МР-» и для миссий Меркурий-Redstone и для нумерации ракеты-носителя. Иногда, как в этом случае, миссия и нумерация ракеты-носителя совпали, но это было не всегда. Первая попытка запуска была назначена на 7 ноября, но была отменена из-за проблем на последней минуте с капсулой, таким образом старт был перенесен на 21 ноября.
В тот день, после нормального обратного отсчета, запустился двигатель Меркурия-Редстоун в 9:00 утра по Восточному времени (14:00 по Гринвичу). Однако, двигатели заглохли сразу после старта. Ракета поднялась только 4 дюйма (10 см) и опустилась на стартовый стол. Она покачалась немного, но осталась вертикальной и не взорвалась. Это было очень странно.
Сразу после остановки двигателей Редстоуна, сработали двигатели САС Меркурия и башня улетела, оставив капсулу прикрепленной к ракете. Башня САС поднялась до высоты 1 200 м и приземлилась на расстоянии 370 м. Спустя три секунды после срабатывания двигателей САС, капсула выстрелила тормозной парашют; затем выпали главный и запасной парашюты, и вышла радио-антенна.
В конце концов все замерло. Тем временем полностью заправленная, немного подрагивающая ракета Редстоун и капсула Меркурия стояли на стартовой площадке готовые к старту. Среди пиротехники была тормозная ДУ капсулы, да и сама ракета Редстоун могла самоликвидироваться, чья система была все еще активна. Кроме того, главный и запасной парашюты капсулы наклоняли ракету, угрожая опрокинуть еe, если они поймают достаточно ветра. К счастью, погодные условия были благоприятны. Технический персонал должен был ждать до следующего утра, когда аккумуляторы в ракете и капсуле сядут, а жидкий кислород Редстоуна испарится. Только тогда они могли приступить к работе с безопасной ракетой.

## Причины отказа
Исследование показало, что остановка двигателей Редстоуна произошла из-за двух электрических кабелей, отделившихся в неправильной последовательности. Это были кабель контроля, который обеспечивал получение различных данных и управление ракетой и силовой кабель, который обеспечивал электроэнергией батареи. Оба кабеля были подсоединены к ракете в штатном месте одного из его килей и отделялись при старте. Кабель контроля, как предполагалось, отделялся первым, затем — силовой. Для этого запуска кабель контроля был более длинным, чем нужно — такой был разработан для военной ракеты Редстоун, для Меркурия-Редстоуна достаточно было более короткого. Кабель контроля был зажат, чтобы компенсировать его длину, но когда ракета стартовала, зажим не сработал и отделение кабеля контроля не произошло. В итоге кабель контроля отделился приблизительно через 29 миллисекунд после силового.
Во время этого короткого интервала нехватка электропитания заставила существенный ток течь через электрическое реле, которое, как предполагалось, выдало команду на остановку двигателей, как в конце полета. Это сработавшее реле, выдало ракете команду на отключение двигателей и послало сигнал капсуле о их «нормальном выключении». При нормальных обстоятельствах, когда капсула получила этот сигнал во время полета, произошло бы две вещи: отстрел башни САС, которая была больше не нужна, и после того, как башня спасения ушла, капсула бы отделила себя от отработавшей ракеты. В случае с МР-1, капсула действительно отстрелила башню, поскольку это было запланировано, но не отстрелила себя от Редстоуна. Система была разработана так, чтобы это разделение произошло только после того, как ускорение ракеты почти прекратилось, чтобы капсула не была сбита все еще ускоряющейся ракетой-носителем. Разделение произошло бы, если бы датчики ускорения капсулы определили перегрузку как стремящуюся к 0 g, как если бы двигатели остановились и ракета начала свободное падение. Однако в случае с МР-1, Редстоун не был в свободном падении, а стоял на стартовом столе. В такой ситуации датчики определяют такое «ускорение» как постоянное 1 g. Из-за этого ускорения не произошло разделение капсулы и ракеты.
Отстрел башни САС активировал парашютную систему капсулы. Так как высота была ниже 3 000 м, датчики атмосферного давления выдали команду на работу в обычной последовательности, сначала был выброшен тормозной парашют, затем главный. Но так как главный парашют не поддерживал вес капсулы, парашютная система «не чувствовала» груза на стропах, автоматика посчитала, что главный парашют подвел и развернула запасной парашют. Так как автоматика в части «ощущения аварийного прекращения работы» двигателей Редстоуна в этом полете была в варианте «разомкнутый контур», остановка двигателей не вызвала срабатывания САС. Однако, система сообщала об условии аварийного прекращения работы, таким образом, она функционировала должным образом.

## Фото-галерея

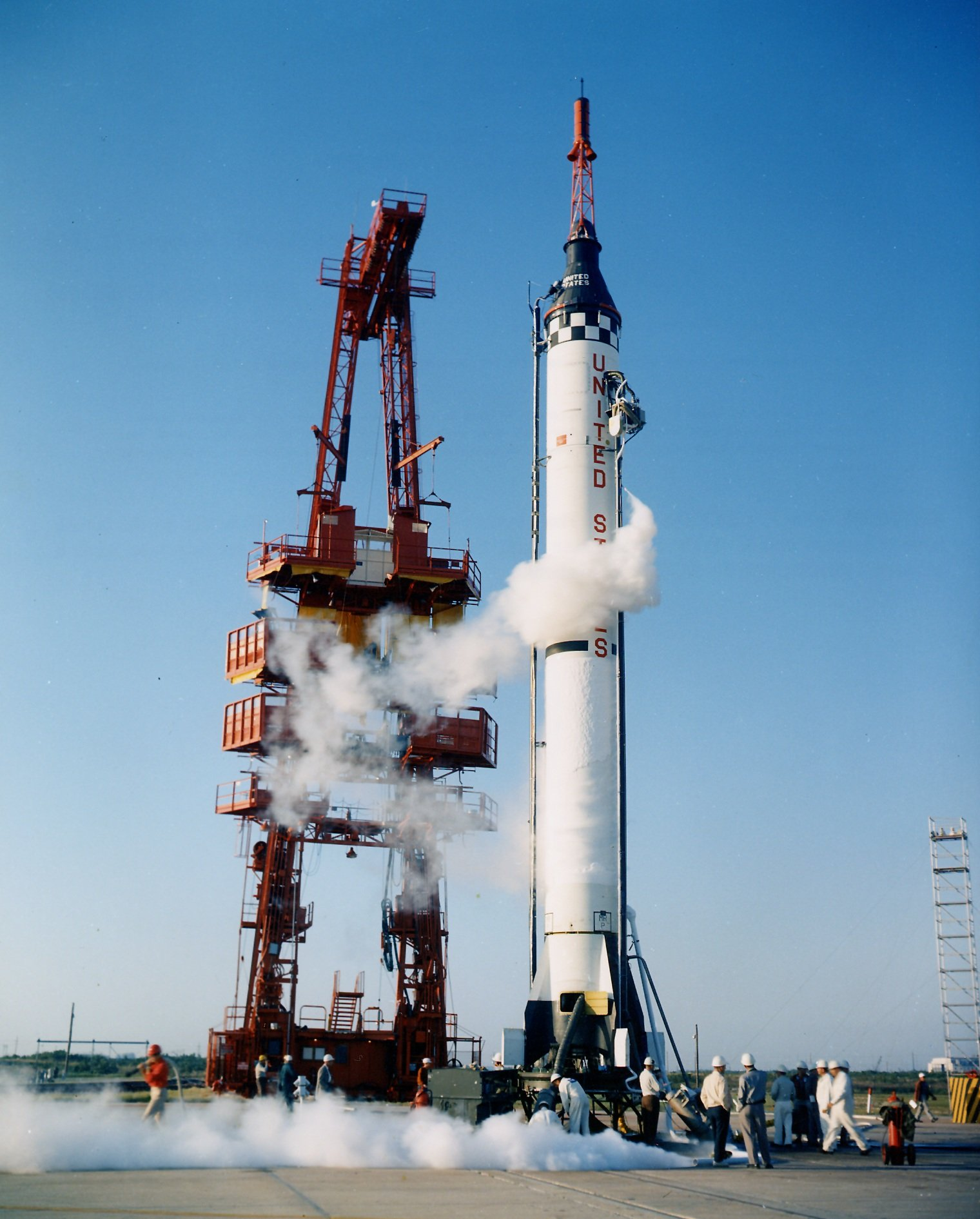
Перед стартом.
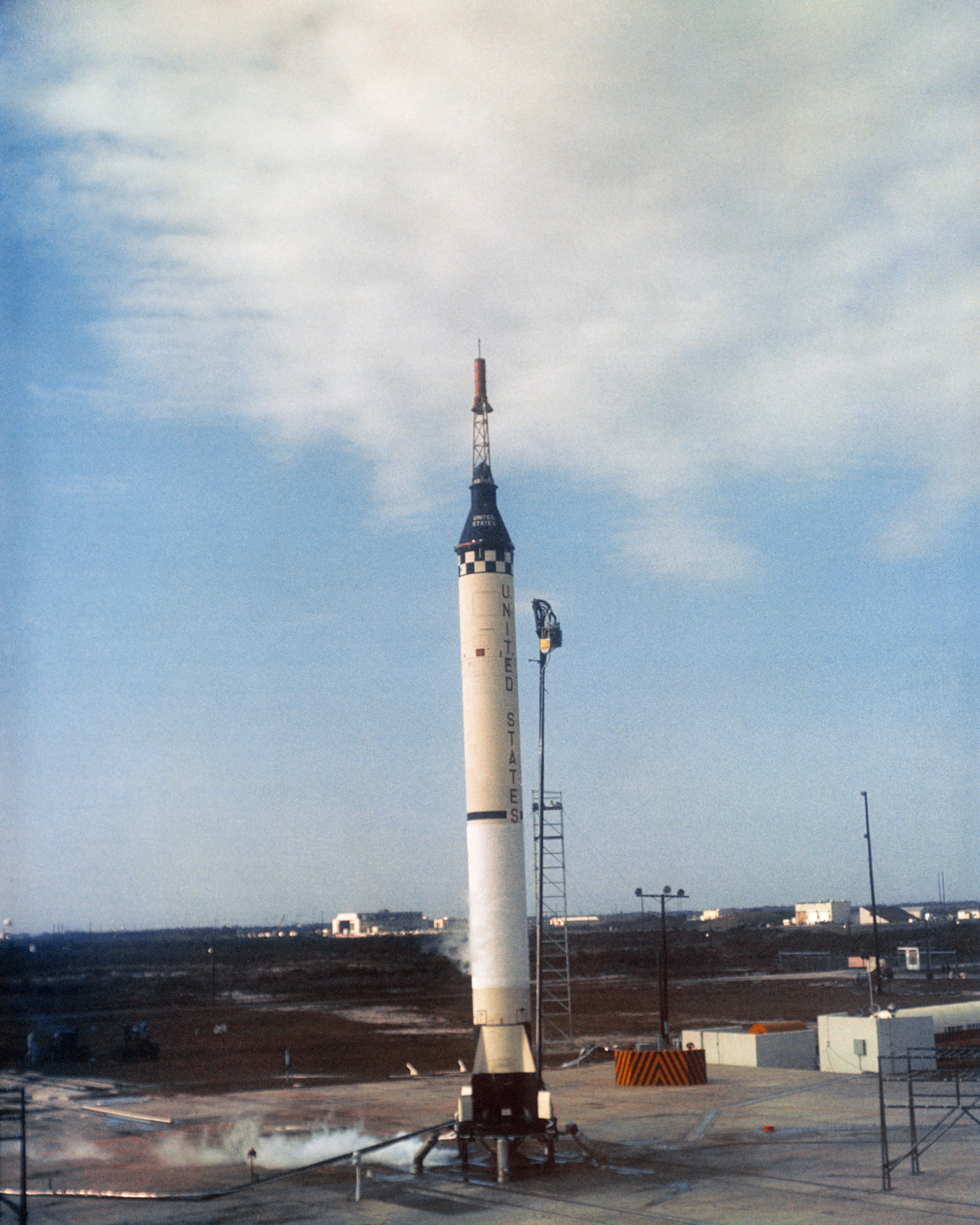
МР-1 в момент «Зажигания»
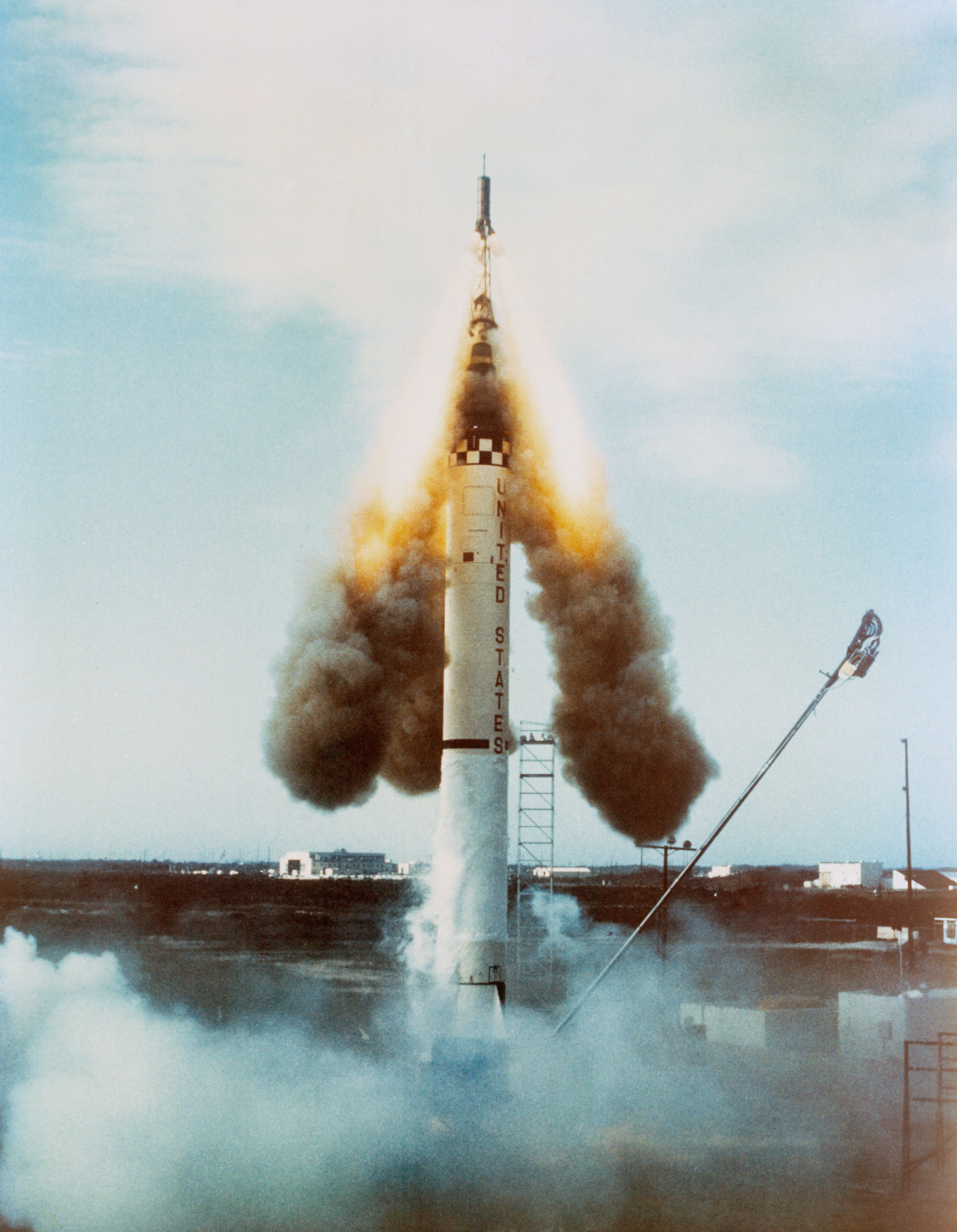
МР-1 срабатывание САС
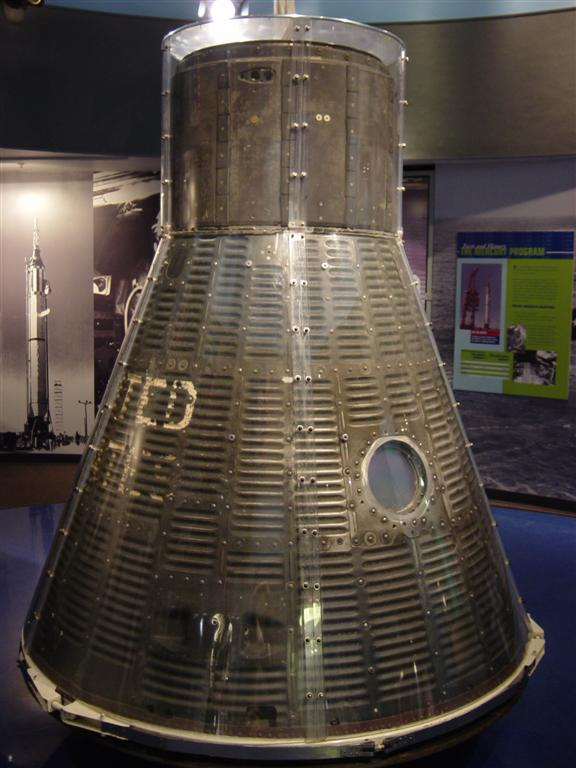
Корабль №2, используемый в полетах МР-1 и MR-1A
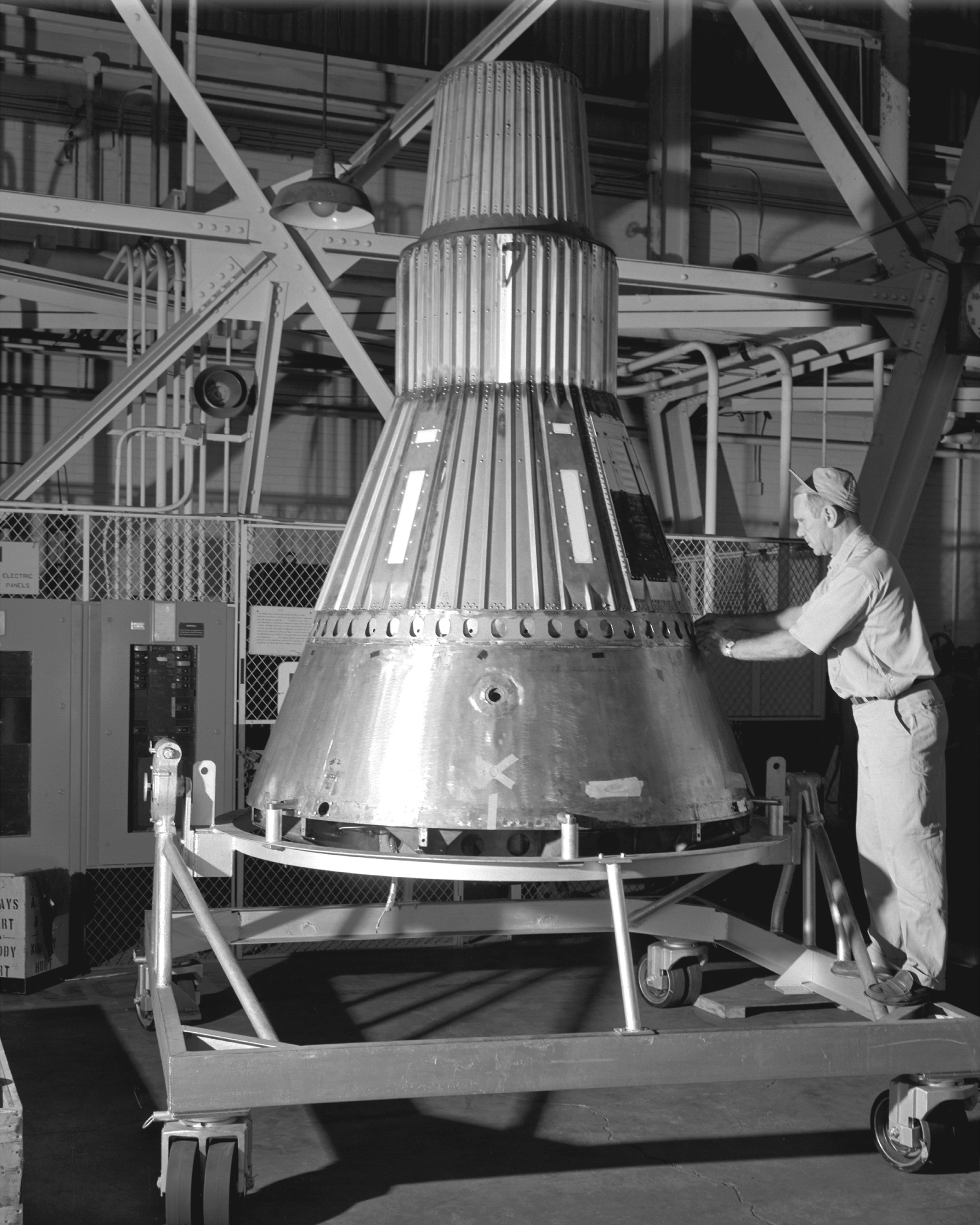
Корабль №2 в 1959 году